# Jan Couperus
Jan Couperus, né le 8 octobre 1755 à Woudsend et mort le 6 novembre 1833 à La Haye, est un homme politique néerlandais.

## Biographie
Couperus est élu député de Gouda à la première assemblée nationale batave en février 1796, en remplacement de Jacob Blaauw, élu député mais envoyé comme ambassadeur à Paris avant l'ouverture de la session le 1er mars. Le 15 mars, il est nommé à la commission constitutionnelle et préside l'assemblée du 3 au 17 avril 1797. Comme la plupart des députés hollandais, Couperus est unitariste. 
Le 31 juillet 1798, il est élu député à la seconde chambre du Corps représentatif batave. Il y est confirmé le 2 novembre 1801, après la mise en place de la nouvelle constitution. Le 14 avril 1804, Couperus devient greffier du Corps législatif.
En 1811, après l'annexion de la Hollande à la France, Couperus devient maire de Gouda. Il fait partie de la direction du Grand Livre de la dette publique en Hollande, chargée de faire un point précis sur l'état des finances publiques. Il est ensuite nommé greffier des États de Hollande, après le départ des Français à la fin de 1813.